# Asa Gray
Asa Gray   (Paris, 18 de novembre de 1810 - Cambridge, 30 de gener de 1888) va ser un important botànic dels Estats Units.
Va unificar el coneixment taxonòmic de les plantes d'Amèrica del Nord. El seu llibre més popular va ser: Manual of the Botany of the Northern United States, from New England to Wisconsin and South to Ohio and Pennsylvania Inclusive. Va ser il·lustrat per Isaac Sprague, i roman com un estàndard en aquest camp.

## Biografia
Gray nasqué a Sauquoit, Paris, Nova York, el 1810 i es va doctorar en medicina el (M.D.) el 1831. Passà ainteresar-se per la botànica i el 1842 va ser escollit professor d'història natural a la Universitat Harvard on creà efectivament el departament de botànica i aportà un gran herbari,el Gray Herbarium.
Va ser alumne de John Torrey, junts publicaren Flora of North America. Els "Elements of Botany" (1836), va ser el primer llibre de Gray.
Gray viatjà a l'oest dels Estats Units en dues ocasions, la primera el 1872 i després amb Joseph Dalton Hooker el 1877. Les muntanyes Grays Peak, de l'estat de Colorado reben aquest nom en honor d'Asa Gray, el nom li va ser donat per Charles Christopher Parry, que va ser alumne de Gray a Harvard.

### Relacions amb Darwin
Gray i Charles Darwin es trobaren als Jardins de Kew presentats per Joseph Dalton Hooker. Darwin demanà informació a Gray sobre plantes americanes.
La correspondència entre Darwin i Gray de 1857 serveix per demostrar la prioritat de Darwin respecte a la teoria de la selecció natural també presentada per Alfred Russel Wallace.
Gray, que era cristià, es considerava amic de Darwin i intentà que aquest tornés a la fe cristiana i que el disseny diví era inherent a totes les formes de vida.

## Llegat
El premi: Asa Gray Award, es va establir per a taxonomistes l'any 1984. per l'American Society of Plant Taxonomists..
La Grayanotoxina i el Gray Peak (New York) reben el nom en honor seu.
La seva signatura com a botànic és: A.Gray

## Publicacions
The Vegetation of the Rocky Mountain Region, and A Comparison With That of Other Parts of the World. Author's.  Washington, D.C.: United States Government Printing Office, 1880.